# Parteien-Sponsoring
Als Parteien-Sponsoring werden Einnahmen von Parteien bezeichnet, die bei Zahlungen von Unternehmen für verschiedene – von den politischen Parteien erbrachte – Dienstleistungen entstehen. Derartige Einnahmen können aus Anzeigen in den jeweiligen Printprodukten der Parteien, dem Bereitstellen von Ausstellungsflächen auf Parteitagen oder aus dem Arrangieren von Gesprächen mit Amtsträgern beziehungsweise hochrangigen Parteifunktionären mit oder ohne politischem Amt bestehen.

## Bedeutung des Parteien-Sponsoring in Deutschland
Der Bericht des Bundestagspräsidenten Über die Rechenschaftsberichte 2008 und 2009 der Parteien sowie über die Entwicklung der Parteienfinanzen sieht Sponsoring dann gegeben wenn „eine Organisation oder ein Unternehmen einer Partei eine Geld- oder geldwerte Leistung gewährt und dafür im Gegenzug eine die eigenen kommerziellen oder ideellen Ziele unterstützende Gegenleistung, in der Regel eine Möglichkeit der Präsentation erhält“.
Parteien-Sponsoring ist eine wichtige Finanzquelle für deutsche Parteien, so stellte die beim Europarat angesiedelte und für Korruptionsbekämpfung zuständige GRECO in einem Bericht zur Parteienfinanzierung in Deutschland fest.
„Sponsoring ist eine bei verschiedenen Parteien mittlerweile durchaus üblich gewordene Spielart der Einnahmenerzielung zur ergänzenden Finanzierung insbesondere größerer Veranstaltungen oder Publikationen,“ so heißt es im Bericht des Bundestagspräsidenten zur Parteienfinanzierung vom Dezember 2011.

## Kritik
Im Gegensatz zu Parteispenden, bei denen die Gelder und ihre Herkunft ab einer bestimmten Größenordnung offengelegt werden müssen, wird Parteien-Sponsoring in der Bundesrepublik Deutschland von den Parteien nicht offengelegt. Die entsprechenden Einnahmen werden also von den Parteien im Geschäftsbericht gegenüber dem Finanzamt zusammen mit anderen Einkünften unter Einnahmen aus Veranstaltungen oder Sonstige Einnahmen verbucht und nicht einzeln für jedes Unternehmen ausgewiesen. Für die Unternehmen sind diese Ausgaben in der Regel steuerlich absetzbar.
Die beim Europarat angesiedelte und für Korruptionsbekämpfung zuständige „Gruppe der Staaten gegen Korruption“ (Group of States against Corruption, kurz GRECO) identifizierte Parteien-Sponsoring als „Problemfeld“ bei der Parteienfinanzierung in Deutschland. Angesichts der großen praktischen Bedeutung von Sponsoring in Deutschland empfahl die Gruppe zu klären, unter welchen Bedingungen Parteiensponsoring erlaubt ist und welches Rechts-, Rechnungslegungs- und Finanzsystem dafür gelten soll.
Der Bericht des Bundestagspräsidenten sieht Probleme „wenn Anhaltspunkte dafür bestehen, dass im Rahmen einer Sponsoring-Vereinbarung das Leistungs-Gegenleistungsverhältnis zwischen einer Partei und ihrem Sponsor nicht nachvollziehbar ausgeglichen sein könnte“. Dann müsse geprüft werden, „ob sich hinter einer vermeintlich gegenleistungsbezogenen Leistung in Wahrheit eine Spende oder Teilspende verborgen hat“. Gerade diese Prüfung sei aber schwierig, die „parteienfinanzierungsrechtliche Überprüfbarkeit des Verhältnisses von Sponsorenleistung und Gegenleistung der Partei“ sei nur begrenzt möglich: „Ob ein Leistungs-Gegenleistungsverhältnis nachvollziehbar angemessen ist und somit also keinen bezifferbaren Raum für das Vorliegen einer verdeckten Spende lässt, entzieht sich weitgehend einer generalisierenden Betrachtung.“